# 2018年カナダグランプリ
2018年カナダグランプリ (2018 Canadian Grand Prix) は、2018年のF1世界選手権第7戦として、2018年6月10日にジル・ヴィルヌーヴ・サーキットで開催された。
正式名称は「FORMULA 1 GRAND PRIX HEINEKEN DU CANADA 2018」。

## レース前
本レースでピレリが供給するドライタイヤのコンパウンドは、スーパーソフト、ウルトラソフト、ハイパーソフトの3種類。
オーバーテイクの機会を増やすため、ターン7とターン8の間のストレートに3つ目のDRSゾーンを追加した。本レースよりピットレーンクローズの時間がフォーメーションラップの20分前から30分前に変更される。
ルノー(全チーム)、ホンダ(トロ・ロッソ)、フェラーリ(ワークスのみ)がパワーユニットのアップグレードを実施。前戦モナコGPでMGU-Kが不調の中優勝したダニエル・リカルドは既にMGU-Kを2基使用していたが、1基目のMGU-Kのパーツ交換でグリッド降格を回避した。メルセデスもパワーユニットのアップデートを実施する予定だったが、品質問題により本レースでの投入は見送られた。

## エントリーリスト
フェルナンド・アロンソが史上4人目のF1参戦300戦目を迎える。フォース・インディアは地元出身のニコラス・ラティフィを初めてフリー走行1回目(FP1)に出走させる。

## 予選
2018年6月9日 14:00(EDT/UTC-4)
セバスチャン・ベッテルが3戦ぶりのポールポジションを獲得した。
ロマン・グロージャンはQ1開始直後にパワーユニットのトラブルが発生してタイムを記録できず、決勝は最後尾からスタートする。ピエール・ガスリーはFP3でエンジンのパワー低下が見られたため旧スペックのパワーユニットに交換せざるを得ず、16位でQ1敗退となった。その後、新しいパワーユニットに交換し、エンジン(ICE)が規定を超える4基目に達したため10グリッド降格(実際には3グリッド後方の19番グリッド)となっている。

### 結果
| Pos.                | No. | ドライバー                 | コンストラクター                | Q1       | Q2       | Q3       | Grid |
| ------------------- | --- | -------------------------- | ------------------------------- | -------- | -------- | -------- | ---- |
| 1                   | 5   | セバスチャン・ベッテル     | フェラーリ                      | 1:11.710 | 1:11.524 | 1:10.764 | 1    |
| 2                   | 77  | バルテリ・ボッタス         | メルセデス                      | 1:11.950 | 1:11.514 | 1:10.857 | 2    |
| 3                   | 33  | マックス・フェルスタッペン | レッドブル-タグ・ホイヤー       | 1:12.008 | 1:11.472 | 1:10.937 | 3    |
| 4                   | 44  | ルイス・ハミルトン         | メルセデス                      | 1:11.835 | 1:11.740 | 1:10.996 | 4    |
| 5                   | 7   | キミ・ライコネン           | フェラーリ                      | 1:11.725 | 1:11.620 | 1:11.095 | 5    |
| 6                   | 3   | ダニエル・リカルド         | レッドブル-タグ・ホイヤー       | 1:12.459 | 1:11.434 | 1:11.116 | 6    |
| 7                   | 27  | ニコ・ヒュルケンベルグ     | ルノー                          | 1:12.795 | 1:11.916 | 1:11.973 | 7    |
| 8                   | 31  | エステバン・オコン         | フォース・インディア-メルセデス | 1:12.577 | 1:12.141 | 1:12.084 | 8    |
| 9                   | 55  | カルロス・サインツ         | ルノー                          | 1:12.689 | 1:12.097 | 1:12.168 | 9    |
| 10                  | 11  | セルジオ・ペレス           | フォース・インディア-メルセデス | 1:12.702 | 1:12.395 | 1:12.671 | 10   |
| 11                  | 20  | ケビン・マグヌッセン       | ハース-フェラーリ               | 1:12.680 | 1:12.606 |          | 11   |
| 12                  | 28  | ブレンドン・ハートレイ     | トロ・ロッソ-ホンダ             | 1:12.587 | 1:12.635 |          | 12   |
| 13                  | 16  | シャルル・ルクレール       | ザウバー-フェラーリ             | 1:12.945 | 1:12.661 |          | 13   |
| 14                  | 14  | フェルナンド・アロンソ     | マクラーレン-ルノー             | 1:12.979 | 1:12.856 |          | 14   |
| 15                  | 2   | ストフェル・バンドーン     | マクラーレン-ルノー             | 1:12.998 | 1:12.865 |          | 15   |
| 16                  | 10  | ピエール・ガスリー         | トロ・ロッソ-ホンダ             | 1:13.047 |          |          | 19 1 |
| 17                  | 18  | ランス・ストロール         | ウィリアムズ-メルセデス         | 1:13.590 |          |          | 16   |
| 18                  | 35  | セルゲイ・シロトキン       | ウィリアムズ-メルセデス         | 1:13.643 |          |          | 17   |
| 19                  | 9   | マーカス・エリクソン       | ザウバー-フェラーリ             | 1:14.593 |          |          | 18   |
| 107% time: 1:16.729 |     |                            |                                 |          |          |          |      |
| NC                  | 8   | ロマン・グロージャン       | ハース-フェラーリ               | No Time  |          |          | 20 2 |
| ソース:             |     |                            |                                 |          |          |          |      |

追記
- ^1 - ガスリーは予選後に規定を超えるパワーユニット交換(4基目のICE(エンジン))を行ったため10グリッド降格[18][20]
- ^2 - グロージャンはタイムを記録できなかったが、スチュワードの判断により決勝への出走を許可された[21]

## 決勝
2018年6月10日 14:10(EDT/UTC-4)
気温:20度 路面温度:41度 湿度:27% 天候:晴(ドライコンディション)
セバスチャン・ベッテルが1度もトップを譲らず、ポール・トゥ・ウィンで通算50勝目を飾った。ドライバーズランキング首位のルイス・ハミルトンは5位に終わり、ベッテルが1点差でハミルトンを上回りランキング首位に返り咲いた。

### 展開
スタートでダニエル・リカルドがキミ・ライコネンを抜いて5位に浮上した以外は上位陣に変動はなかった。後方ではランス・ストロールがターン5でバランスを崩してブレンドン・ハートレイを巻き込む形で接触、クラッシュしてしまい両者とも早々とリタイアとなった。これによりセーフティカーが出動した。5周目にレースが再開された直後にセルジオ・ペレスとカルロス・サインツJr.が接触し、ペレスは順位を落とした。ベッテルはファステストラップを連発して2位以下を徐々に引き離していく。16周目にマックス・フェルスタッペンとハミルトンがピットイン。リカルドはここでペースを上げてピットインを行い、ハミルトンをオーバーカットして4位に浮上した。2位のバルテリ・ボッタスは36周目まで引っ張ったが、タイヤが限界となりピットイン。これを見てベッテルもピットインして首位をキープする。本レースがF1参戦300戦目のフェルナンド・アロンソは42周目にスローダウンしてしまい、ピットへ戻りリタイアした。ボッタスはベッテルに迫っていくが、56周目のターン1でオーバーランしてしまい、さらに差が広がった。誤って1周早くチェッカーフラッグが振られるハプニングがあったが、ベッテルは完璧なレース展開で優勝した。

### 結果
| Pos.   | No. | ドライバー                 | コンストラクター                | 周回数 | タイム/リタイア原因 | Grid | Pts. |
| ------ | --- | -------------------------- | ------------------------------- | ------ | ------------------- | ---- | ---- |
| 1      | 5   | セバスチャン・ベッテル     | フェラーリ                      | 68     | 1:28:31.377         | 1    | 25   |
| 2      | 77  | バルテリ・ボッタス         | メルセデス                      | 68     | +7.376              | 2    | 18   |
| 3      | 33  | マックス・フェルスタッペン | レッドブル-タグ・ホイヤー       | 68     | +8.360              | 3    | 15   |
| 4      | 3   | ダニエル・リカルド         | レッドブル-タグ・ホイヤー       | 68     | +20.892             | 6    | 12   |
| 5      | 44  | ルイス・ハミルトン         | メルセデス                      | 68     | +21.559             | 4    | 10   |
| 6      | 7   | キミ・ライコネン           | フェラーリ                      | 68     | +27.184             | 5    | 8    |
| 7      | 27  | ニコ・ヒュルケンベルグ     | ルノー                          | 67     | +1 Lap              | 7    | 6    |
| 8      | 55  | カルロス・サインツ         | ルノー                          | 67     | +1 Lap              | 9    | 4    |
| 9      | 31  | エステバン・オコン         | フォース・インディア-メルセデス | 67     | +1 Lap              | 8    | 2    |
| 10     | 16  | シャルル・ルクレール       | ザウバー-フェラーリ             | 67     | +1 Lap              | 13   | 1    |
| 11     | 10  | ピエール・ガスリー         | トロ・ロッソ-ホンダ             | 67     | +1 Lap              | 19   |      |
| 12     | 8   | ロマン・グロージャン       | ハース-フェラーリ               | 67     | +1 Lap              | 20   |      |
| 13     | 20  | ケビン・マグヌッセン       | ハース-フェラーリ               | 67     | +1 Lap              | 11   |      |
| 14     | 11  | セルジオ・ペレス           | フォース・インディア-メルセデス | 67     | +1 Lap              | 10   |      |
| 15     | 9   | マーカス・エリクソン       | ザウバー-フェラーリ             | 66     | +2 Laps             | 18   |      |
| 16     | 2   | ストフェル・バンドーン     | マクラーレン-ルノー             | 66     | +2 Laps             | 15   |      |
| 17     | 35  | セルゲイ・シロトキン       | ウィリアムズ-メルセデス         | 66     | +2 Laps             | 17   |      |
| Ret    | 14  | フェルナンド・アロンソ     | マクラーレン-ルノー             | 40     | エキゾースト        | 14   |      |
| Ret    | 28  | ブレンドン・ハートレイ     | トロ・ロッソ-ホンダ             | 0      | 接触                | 12   |      |
| Ret    | 18  | ランス・ストロール         | ウィリアムズ-メルセデス         | 0      | 接触                | 16   |      |
| ソース |     |                            |                                 |        |                     |      |      |

ファステストラップ
- マックス・フェルスタッペン - 1:13.864 (65周目)

ラップリーダー
- 1-68=セバスチャン・ベッテル

追記
- 当初は70周の予定だったが、誤って69周目にチェッカーフラッグが振られたため、68周終了時点で順位が確定した[1]。

## 第7戦終了時点のランキング
|   | 順位 | ドライバー             | ポイント |
| - | ---- | ---------------------- | -------- |
| 1 | 1    | セバスチャン・ベッテル | 121      |
| 1 | 2    | ルイス・ハミルトン     | 120      |
| 1 | 3    | バルテリ・ボッタス     | 86       |
| 1 | 4    | ダニエル・リカルド     | 84       |
|   | 5    | キミ・ライコネン       | 68       |

|  | 順位 | コンストラクター          | ポイント |
|  | ---- | ------------------------- | -------- |
|  | 1    | メルセデス                | 206      |
|  | 2    | フェラーリ                | 189      |
|  | 3    | レッドブル-タグ・ホイヤー | 134      |
|  | 4    | ルノー                    | 56       |
|  | 5    | マクラーレン-ルノー       | 40       |

- 注：ドライバー、コンストラクター共にトップ5のみ表示。